# Joe Lovano
Joseph S. Lovano (Cleveland, 29 december 1952) is een Amerikaanse jazzsaxofonist.

## Biografie
Lovano werd al als kind opgeleid door zijn vader, de tenorsaxofonist Tony 'Big T' Lovano. Na het bezoek aan de middelbare school ging hij naar het Berklee College of Music in Boston, waar hij leerling was van Herb Pomeroy, Joe Viola, Andy McGhee, John LaPorta en Gary Burton en speelde met muzikanten als John Scofield, Bill Frisell en Kenny Werner. De Berklee School verleende hem in 1994 de Distinguished Alumni Award, in 1998 een eredoctoraat en in 2001 The Gary Burton Chair for Jazz Performance.
Na de Berklee School nam hij met Lonnie Smith, die hen naar New York haalde, zijn eerste album Afrodesia op. Na een samenwerking met Jack McDuff nam hij deel aan Woody Hermans jubileumtournee, wiens hoogtepunt het The 40th Anniversary Concert in de Carnegie Hall was in 1976, waaraan ook Stan Getz, Frank Tiberi, Zoot Sims, Al Cohn, Jimmy Giuffre en Flip Phillips deelnamen.
Na drie jaren samenwerking met Woody Herman, met wie hij ook deelnam aan een Europese tournee, vestigde Lovano zich in New York. Hier begon zijn samenwerking met de zangeres en danseres Judi Silvano, die later zijn vrouw werd. Met het Mel Lewis Orchestra ontstonden tot 1992 zes albums. Daarnaast werkte hij o.a. met Elvin Jones, Carla Bley, Lee Konitz, Charlie Haden en Bob Brookmeyer. Sinds 1981 trad hij ook op met Paul Motian en Bill Frisell. Van 1989 tot 1993 was hij lid van het kwartet van John Scofield. Daarnaast trad hij op met o.a. Gunther Schuller, Herbie Hancock, Bobby Hutcherson, Dave Brubeck, Billy Higgins, Dave Holland, Ed Blackwell, Michel Petrucciani, Abbey Lincoln, Tom Harrell, McCoy Tyner en Jim Hall. Met Dave Liebman ontstond in 2007 Compassion: The Music of John Coltrane bij Resonance Records.
In 1985 verscheen met Tones, Shapes and Colors zijn eerste album als orkestleider en in 1991 zijn eerste album From the Soul bij Blue Note Records. Er volgden Universal Language, Down Beat en in 1994 Tenor Legacy met Joshua Redman, dat werd genomineerd voor een Grammy Award. Op Rush Hour nam hij in 1995 naast eigen composities ook nummers op van Charles Mingus, Ornette Coleman, Thelonious Monk, Duke Ellington en Gunther Schuller met deels grote bezetting.
De verdere opnamen van de jaren 1990 presenteren bijna alle vaste Working Bands, deels met gasten. Zijn album Quartets at the Village Vanguard werd in 1996 «Jazz Album of the Year» van het tijdschrift DownBeat en kreeg in 1997 twee Grammy-nominaties. Met Gonzalo Rubalcaba nam hij in 1998 Flying Colors op. Er volgden Trio Fascination (1998, met Elvin Jones en Dave Holland), Friendly Fire (1999, met Greg Osby), 52nd Street Themes (2000, met arrangementen van Willie 'Face' Smith), Flights of Fancy (2001), Viva Caruso (2002), On This Day... At the Vanguard (2003), I'm All for You (2004) en Joyous Encounter (2005).
Sinds langere tijd speelt de muzikant met speciaal vervaardigde saxofoons van de Italiaanse fabrikant Borgani: Borgani-Lovano Tenor met Pearl Silver body and Gold 24K keys.
Lovano is leider van het kwintet Us Five, waarmee hij in 2009 samen met Esperanza Spalding, James Weidman, Francisco Mella en Otis Brown het album Folk Art opnam. Twee jaar later verscheen het eveneens gezamenlijk opgenomen album Bird Songs met nieuwe interpretaties van nummers van Charlie 'Bird' Parker. Het leverde hem een verdere Grammy-nominatie op. Met dezelfde bezetting, slecht bij enkele nummers met Peter Slavov in plaats van Spalding, bracht het kwintet al eind 2012 het album Cross Culture uit. Het is zijn 23e album onder zijn eigen naam. Verder leidt Lovano met de trompettist Dave Douglas het kwintet Sound Prints (Scandal, 2018).
Lovano was werkzaam als docent bij veel instellingen, zoals van 1983 tot 1990 voor het William Patterson College in New Jersey en de New York University, verder voor het Berklee College of Music in Boston, dat hem in 1998 het eredoctoraat verleende.

## Onderscheidingen
Pas in 1991 werd Lovano in de poll van DownBeat gewaardeerd als tenorsaxofonist, die verdere aandacht verdiende. Al in 1995 en 1996 werd hij in dezelfde poll door deels parallelle triomfen bevestigd als muzikant van het jaar, tenorsaxofonist en artiest van het album van het jaar. Een soortgelijk succes lukte hem ook in 2001 en wederom in 2010. Het album Symphonica werd in 2009 onderscheiden met de Grammy Award.

## Discografie
- 2008: Symphonica – opname met de WDR Big Band Köln en het WDR Rundfunkorchester Köln, leiding en arrangement: Michael Abene